# Marcantonio Colonna (1535-1584)
Pour les articles homonymes, voir Marcantonio Colonna.
Marcantonio II Colonna (né le 26 février 1535 à Lanuvio et mort le 1er août 1584 à Medinaceli) est un général et amiral italien de la fin du XVIe siècle, amiral du pape Pie V .

## Biographie
Troisième Duc de Paliano (it), Marcantonio Colonna commandait douze galères pontificales lors de la bataille de Lépante (1571), où l'Espagne, Venise et Rome luttèrent victorieusement contre les Ottomans. 
Il fut par la suite vice-roi de Sicile pour Philippe II d'Espagne. Il affirma une volonté inédite dans la Sicile espagnole, d'agir contre les liens entre grand-banditisme et élite palermitaine. Il obtint l'extradition de Toscane de Rizzo di Saponara, bandit protégé par des barons qui mourra empoisonné sur le bateau qui l'emmenait à Palerme. Il fait arrêter et condamner à mort le chef proto-mafieux du marché de Vucciria, Girolamo Colloca, qui reçoit le soutien de la haute aristocratie et du Sénat communal.
Il mourut en 1584.
Un des quatre cuirassés rapides de la classe Francesco Caracciolo, projetés par la Marine italienne pendant le Premier conflit mondial aurait dû porter son nom.